# BIN1
Myc box-dependent-interacting protein 1 (BIN1) é uma proteína que em humanos é codificada pelo gene BIN1. É relacionada ao câncer. Quando reduzida sua produção, o processo de reparo do DNA é alterado.